# Jon Insana
Jonathan „Jon“ Insana (* 2. September 1980 in Mount Clemens, Michigan) ist ein ehemaliger US-amerikanischer Eishockeyspieler, der unter anderem für die Iserlohn Roosters in der Deutschen Eishockey Liga sowie für die Vienna Capitals und den HC Innsbruck in der Erste Bank Eishockey Liga aktiv war.

## Karriere
Jon Insana begann als Fünfjähriger mit dem Eishockey, seine Karriere startete er 1997 und spielte ein Jahr im USA Hockey National Team Development Program in der United States Hockey League und der North American Hockey League. Anschließend studierte er vier Jahre an der Michigan State University und war in dieser Zeit auch für das dortige Eishockeyteam aktiv. 1999 und 2001 gewann Insana mit seiner Mannschaft die Meisterschaft der Central Collegiate Hockey Association.
Da der defensiv ausgerichtete Verteidiger nicht im NHL Entry Draft berücksichtigt worden war, erhielt er seinen ersten Profivertrag bei den Trenton Titans aus der drittklassigen East Coast Hockey League. Trotzdem bekam er Einladungen zu den Trainingscamps und bestritt einige Vorbereitungsspiele für die NHL-Clubs. Ein Beinbruch verhinderte allerdings seinen weiteren Weg in die beste Liga der Welt. In den ersten vier Jahren spielte Insana hauptsächlich in der ECHL für die Florida Everblades und in der United Hockey League für die Muskegon Fury. Mit den Everblades erreichte er 2004 die Finalserie um den Kelly Cup, welche allerdings gegen die Idaho Steelheads verloren wurde. 2005 gewann der US-Amerikaner mit den Fury seine erste Meisterschaft im professionellen Eishockey. Bis 2006 kam er zudem auf insgesamt 24 Partien in der American Hockey League. Seine Mannschaften waren die Manchester Monarchs, Lowell Lock Monsters, Grand Rapids Griffins und die Cleveland Barons. In der Saison 2006/07 verbrachte Insana erstmals den Großteil des Jahres in der AHL bei Grand Rapids Griffins, für die er auch die nächste Spielzeit komplett absolvierte. 2008 schloss er sich den Houston Aeros an und wechselte anschließend zu den Chicago Wolves.
Zur Saison 2009/10 unterschrieb er bei den Iserlohn Roosters aus der Deutschen Eishockey Liga, da seine Einsatzzeiten in Nordamerika nicht zufriedenstellend waren. Insana konnte sich schnell auf die größere Eisfläche umstellen und in der ersten Saisonhälfte mit fünf Treffern seine Schussqualität unter Beweis stellen. Am 5. Januar 2010 verletzte er sich im Spiel gegen die Kassel Huskies an der Schulter und fiel für zwölf Partien aus. Bei seiner Rückkehr ins Team erzielte Insana gegen die Krefeld Pinguine sein sechstes Saisontor. Während der Verletzungspause führten die Roosters erste Vertragsgespräche, um mit dem US-Amerikaner vorzeitig zu verlängern. Am 26. Februar 2010 unterschrieb Insana einen Vertrag für zwei weitere Jahre.
Am 2. Juli 2011 unterzeichnete Insana einen Kontrakt bei den Vienna Capitals aus der Österreichischen Eishockey-Liga. In der Saison 2012/13 wechselte er ligaintern zum HC Innsbruck. Anschließend beendete er seine Karriere.

## Erfolge und Auszeichnungen
- 1999 CCHA-Meisterschaft mit der Michigan State University
- 2001 Mason-Cup-Gewinn mit der Michigan State University
- 2005 Tarry-Cup-Gewinn mit den Muskegon Fury
- 2005 Colonial-Cup-Gewinn mit den Muskegon Fury

## Karrierestatistik
(Legende zur Spielerstatistik: Sp oder GP = absolvierte Spiele; T oder G = erzielte Tore; V oder A = erzielte Assists; Pkt oder Pts = erzielte Scorerpunkte; SM oder PIM = erhaltene Strafminuten; +/− = Plus/Minus-Bilanz; PP = erzielte Überzahltore; SH = erzielte Unterzahltore; GW = erzielte Siegtore; 1 Play-downs/Relegation; Kursiv: Statistik nicht vollständig)